# Nymphula polystictalis
Nymphula polystictalis là một loài bướm đêm trong họ Crambidae.